# Santa Catarina Pinula
Santa Catarina Pinula – miasto w południowej Gwatemali, w departamencie Gwatemala, leżące na przedmieściach stolicy kraju. Siedziba władz gminy o tej samej nazwie, która w 2012 roku liczyła 89 875 mieszkańców. Przemysł spożywczy.